# Листи від Фелікса
Листи від Фелікса (нім. Briefe von Felix; англ. Letters from Felix) — серія книг Аннет Ланген і однойменний мультсеріал за книгою для дітей про кролика, який подорожує по всій планеті.
Серія книг про пухнастого і потішного маленького кролика Фелікса була розпочата Аннетт Ланген і ілюстратором Констанцією Друпа в 1994 році. Книги вийшли у видавництві Coppenrath Verlag і розійшлися мільйонними тиражами. Тільки в Німеччині з 1994 було продано понад три мільйони примірників книг про Фелікса, а, крім того, книги були переведені на 22 мови.
Мультсеріал про Фелікса з великим успіхом пройшов у Великій Британії, Фінляндії, Словенії, Франції та в Україні.

## Сюжет
На сторінках книг, а також в однойменному мультфільмі, головний герой знайомить читачів з чудесами нашого світу, розповідає про його красу, про різні події, про ті особливості, які створюють неповторність нашої планети.
Кумедний маленький кролик Фелікс захоплюється подорожами і обожнює пригоди. Він відправляється в подорож по всьому світу і шле послання своїй подружці Софі, описуючи власні пригоди в Лондоні, Парижі, Римі, Єгипті, Африці, США, Італії та інших віддалених куточках землі. Фелікс знайомить маленьких глядачів з чудесами нашого світу, розповідає історії про його красу, про різні події, про ті особливості, які створюють неповторність нашої планети.

## Міжнародний успіх
Книги розійшлися тиражем понад 7 мільйонів примірників, перекладені на 29 мов і видані в 20 країнах, включаючи Францію, Італію, Норвегію, Польщу, Болгарію, Хорватію, Латвію, Японію, Корею та США.
Вже навесні 2002 року Фелікс з'явився як герой серіалу «Листи від Фелікса» на KIKA і ZDF. У 2005 році на екрани вийшов фільм  «Фелікс — Кролик у світовому турне», який зібрав у кінотеатри понад 1,4 мільйона шанувальників.

## Про видання
- На німецькому: Annette Langen - Mein Felix Schulfreunde-Buch, Coppenrath Verlag ISBN 3-8157-1550-4; 1997 року - 96 стор.

## Телеефір
- Вперше показали на каналі «Дитячий світ» у російському двоголосим закадровим озвученням студії «SoundPro» (Росія).
- Також вони показали на каналах «Мультіманія», «Теленяня» з січня 2009 року по 27 грудня 2010 року, і «Карусель» з 27 грудня 2010 року по 30 січня 2011 року, і з 25 червня по 4 вересня 2011 року (у вихідні) у російському дубляжі студії «Пілот» (Україна) на замовлення «Nox Kids»[2].
- В Казахстані мультфільм транслювався на «Першому каналі Євразія» ще навесні 2004-го року з тим же дубляжем від студії «Пілот» (Україна)[3].
- В Україні мультсеріал транслювали на каналі «ТРК Київ» з українським двоголосим закадровим озвученням компанії «Кіт». Ролі озвучували: Павло Скороходько і Катерина Буцька.